# Lluïsa de Hessen-Darmstadt (1761 - 1829)
Lluïsa de Hessen-Darmstadt, va néixer a Darmstadt, Alemanya, el 15 de febrer de 1761 i va morir el 24 d'octubre de 1829 a Auerbach. Amb el seu matrimoni amb el príncep Lluís, va esdevenir la primera Gran Duquessa de Hessen-Darmstadt.
Lluïsa era filla del príncep Jordi Guillem de Hessen-Darmstadt (1722-1782) i de Lluïsa Albertina de Leiningen-Dagsburg-Falkenburg (1729-1818), filla del comte Cristià Carles Reinhard de Leiningen-Dagsburg-Falkenburg.

## Matrimoni i fills
Lluïsa es va casar el 19 de febrer de 1777, a Darmstadt, amb el seu cosí, el llavors príncep de la corona Lluís I de Hessen-Darmstadt (1753-1830. El seu marit va regnar des de 1790 com a landgravi Lluís X, a Hessen-Darmstadt i a partir del 1806 com al primer Gran duc de Hessen i el Rin. El matrimoni va tenir sis fills:
- Lluís, que esdevindria Gran Duc Lluís II de Hessen-Darmstadt (26 de desembre de 1777 - 16 de juny de 1848). Es va casar amb Guillemina de Baden.
- Lluïsa (16 de gener de 1779 - 18 d'abril de 1811). Casada amb Lluís d'Anhalt-Köthen, mort el 1802.
- Jordi (31 d'agost de 1780 - 17 d'abril de 1856). Casat morganàticament amb Carolina Török de Szendrö (1786-1862), de la qual es divorcià per casar-se de nou amb Lluïsa, marquesa de Mont Sainte-Marie)
- Frederic (14 de maig de 1788 - 16 de març de 1867)
- Emili (3 de setembre de 1790 - 30 d'abril de 1856)
- Gustau (18 de desembre de 1791 - 30 de gener de 1806)